# János Parti
János Parti (Boedapest, 24 oktober 1932 - Boedapest, 6 maart 1999) was een Hongaars kanovaarder.
Parti won tijdens de Olympische Zomerspelen twee zilveren medailles en op rij, bij zijn derde optreden won Parti de gouden medaille in de C-1 1000 meter.

## Belangrijkste resultaten

### Olympische Zomerspelen
| Editie | Plaats    | Resultaten  |
| ------ | --------- | ----------- |
| 1952   | Helsinki  | C-1 1000m   |
| 1956   | Melbourne | C-1 10.000m |
| 1960   | Rome      | C-1 1000m   |

### Wereldkampioenschappen vlakwater
| Jaar | Plaats | Resultaten |
| ---- | ------ | ---------- |
| 1954 | Mâcon  | C-1 1000m  |

1936: Francis Amyot ·
1948: Josef Holeček ·
1952: Josef Holeček ·
1956: Leon Rotman ·
1960: János Parti ·
1964: Jürgen Eschert ·
1968: Tibor Tatai ·
1972: Ivan Patzaichin ·
1976: Matija Ljubek ·
1980: Ljoebomir Ljoebenov ·
1984: Ulrich Eicke ·
1988: Ivans Klementjevs ·
1992: Nikolai Boechalov ·
1996: Martin Doktor ·
2000: Andreas Dittmer ·
2004: David Cal ·
2008: Attila Vajda ·
2012: Sebastian Brendel ·
2016: Sebastian Brendel ·
2020: Isaquias Queiroz ·
2024: Martin Fuksa